# Louisiana State University Press
A Louisiana State University Press (LSU Press) é uma editora universitária fundada em 1935. Publica trabalhos de bolsa de estudos, bem como livros de interesse geral. A LSU Press é membro da Association of American University Presses.
A LSU Press publica aproximadamente 70 novos livros a cada ano e possui uma lista de mais de 2000 títulos. Os principais campos de publicação incluem história do sul, estudos literários do sul, Louisiana e Golfo do Sul, Guerra Civil Americana e história militar, música de raízes, cultura do sul, estudos ambientais, história europeia, foodways, poesia, ficção, estudos de mídia e arquitetura da paisagem. Em 2010, a LSU Press se uniu à The Southern Review, a revista literária da LSU, e a empresa agora supervisiona as operações desta publicação.

## Publicações e prêmios notáveis
Uma Confederação de Burros, de John Kennedy Toole, foi publicado em 1980 e ganhou o Prêmio Pulitzer de Ficção de 1981.
Três títulos ganharam o Prêmio Pulitzer de Poesia: The Flying Change, de Henry S. Taylor (1986), Alive Together: New and Selected Poems, de Lisel Mueller (1997) e Late Wife, de Claudia Emerson (2006).
O trabalho de Lisel Mueller, 1981, The Need to Hold Still ganhou o National Book Award for Poetry naquele ano.
O livro de 2018, The Desegregation of Public Libraries in the Jim Crow South: Civil Rights and Local Activism, de Wayne A. Wiegand e Shirley A. Wiegand ganharam o Prêmio Literário Eliza Atkins Gleason da Mesa Redonda de História da Biblioteca da American Library Association.